# Vince Vaughn
Vincent Anthony Vaughn (født 28. marts 1970) er en amerikansk skuespiller. Han er mest kendt fra filmene Dodgeball: A True Underdog Story og Wedding Crashers.

## Filmografi
| År   | Titel                                 | Rolle                      | Info       |
| ---- | ------------------------------------- | -------------------------- | ---------- |
| 2007 | Into the Wild                         | Wayne Westerberg (farmer)  |            |
| 2006 | The Break-Up                          | Gary                       |            |
| 2005 | Thumbsucker                           | Mr. Geary                  |            |
| 2005 | Wedding Crashers                      | Jeremy Grey                |            |
| 2005 | Mr. & Mrs. Smith                      | Eddie                      |            |
| 2005 | Be Cool                               | Raji                       |            |
| 2005 | Papparazi                             | Businessman                |            |
| 2004 | Anchorman: The Legend of Ron Burgundy | Wes Mantooth               | ukreditert |
| 2004 | Dodgeball: A True Underdog Story      | Peter La Fleur             |            |
| 2004 | Starsky & Hutch                       | Reese Feldman              |            |
| 2003 | Old School                            | Bernard Campbell           |            |
| 2001 | Domestic Disturbance                  | Rick Barnes                |            |
| 2001 | Zoolander                             | Luke Zoolander             | ukreditert |
| 2001 | Made                                  | Ricky Slade                |            |
| 2000 | The Cell                              | FBI Agent Peter Novak      |            |
| 1998 | Psycho                                | Norman Bates               |            |
| 1998 | Clay Pigeons                          | Lester Long                |            |
| 1998 | Return to Paradise                    | John 'Sheriff' Volgecherev |            |
| 1997 | The Lost World: Jurassic Park         | Nick Van Owen              |            |
| 1996 | Swingers                              | Trent Walker               |            |
| 1993 | Rudy                                  | Jamie O'Hara               |            |